# Гонорий (имя)
Гонорий (лат. Honorius) — мужское личное имя латинского происхождения.

## Именины
- Православные (даты по григорианскому календарю), как Гонорат: 15 августа
- Католические (даты по григорианскому календарю): 21 ноября, 24 апреля, 30 декабря, 30 сентября

## Иноязычные варианты
- фр. Honore, Оноре